# مزرعه (علی‌آباد)
مزرعه کتول شهری از توابع بخش مرکزی شهرستان علی‌آباد کتول در استان گلستان ایران است.

## تقسیمات کشوری
شهر مزرعه از توابع دهستان کتول با تصویب هیئت وزیران در تاریخ ۲۵ خرداد ۱۳۹۲ به شهر مزرعه تبدیل شد.

## جمعیت
بر اساس سرشماری مرکز آمار ایران در سال ۱۳۹۰، جمعیت شهر مزرعه ۴٬۱۹۸ نفر (۱۲۸۵ خانوار) بوده‌است. مردم مزرعه به گویش کتولی که گویشی از زبان مازندرانی هست صحبت می‌کنند.

## آثار تاریخی
تپه گلبن مزرعه کتول مربوط به پیش از تاریخ تا دوران‌های تاریخی پس از اسلام است و در شهرستان علی‌آباد، شهر مزرعه کتول واقع شده و این اثر در تاریخ ۱۱ مهر ۱۳۸۳ با شمارهٔ ثبت ۱۱۱۸۸ به‌عنوان یکی از آثار ملی ایران به ثبت رسیده‌است. این تپه تقریباً در فاصله ۲ کیلومتری بیرون از شهر قرار دارد.